# Bandong
Bandong (kinesiska: 坂东) är en köping i sydöstra Kina. Den ligger i Minqing härad i provinshuvudstaden Fuzhou i provinsen Fujian, omkring 54 kilometer väster om centrala Fuzhou. Antalet invånare är 31 622. Befolkningen består av 15 995 kvinnor och 15 627 män. Barn under 15 år utgör 19,0 %, vuxna 15-64 år 68 %, och äldre över 65 år 11,0 %.